# Never Too Far
„Never Too Far” – piosenka w stylu pop skomponowana i wyprodukowana przez Mariah Carey oraz duet Jimmy Jam i Terry Lewis na ósmy studyjny album Carey, Glitter. Utwór ten został wydany we wrześniu 2001 roku jako drugi singiel promujący album. W Stanach Zjednoczonych był to pierwszy singiel w karierze artystki, który został wydany tylko w formacie airplay, tym samym był to również pierwszy, który nie znalazł się na liście Billboard Hot 100. W większości krajów Europy oraz w Australii singel został wydany wspólnie z piosenką „Don’t Stop (Funkin’ 4 Jamaica)”.

## Informacje i kontekst filmowy
"Never Too Far” to utwór wyrażający tęsknotę ukochanych po rozstaniu. Tak też został wykorzystany w filmie „Glitter”. Billie Frank (Mariah Carey) po rozstaniu z ukochanym Dicem (Max Beesley) z tęsknoty napisała tekst tego utworu, w tym czasie Dice skomponował melodię. Po tragicznej śmierci ukochanego, Billie wykonuje ten utwór w jednej z ostatnich scen filmu, kiedy to staje na deskach Madison Squere Garden.

## Inna wersja utworu
Powstała również wersja utworu pod nazwą „Never Too Far/Hero Medley”, w której to piosenka „Never Too Far” została połączona z utworem Carey z 1993 r. – Hero. Wersja ta została wydana wyłącznie na rynek amerykański.

## Teledysk
Jako teledysk został wykorzystany fragment filmu „Glitter”, gdy główna bohaterka Billie Frank (Mariah Carey) śpiewa ją podczas swojego pierwszego koncertu w Madison Squere Garden. Billie po śmierci ukochanego wyraża w ten sposób uczucia, których nie zdążyła mu wypowiedziec.

## Lista i format singla
Europa CD singel
1. „Never Too Far”
2. „Don’t Stop (Funkin’ 4 Jamaica)” (featuring Mystikal)

Europa & Australia CD maxi singel
1. „Never Too Far”
2. „Don’t Stop (Funkin’ 4 Jamaica)” (featuring Mystikal)
3. „Loverboy” (Drums Of Love)
4. „Never Too Far” (Teledysk)

## Listy przebojów
| Kraj              | Lista przebojów (2001)                   | Pozycja |
| ----------------- | ---------------------------------------- | ------- |
| Australia         | ARIA Singles Chart                       | 36      |
| Holandia          | Singles Chart                            | 67      |
| Japonia           | Hot 100 Singles                          | 5       |
| Niemcy            | Singles Chart Top 100                    | 97      |
| Szwajcaria        | Singles Chart                            | 65      |
| Szwecja           | Singles Chart                            | 56      |
| Stany Zjednoczone | Billboard Bubbling Under Hot 100 Singles | 5       |
| Stany Zjednoczone | Billboard Hot Adult Contemporary Tracks  | 17      |
| Stany Zjednoczone | Billboard Hot Digital Songs              | 3       |
| Stany Zjednoczone | ARC Weekly Top 40                        | 14      |
| Wielka Brytania   | UK Singles Chart                         | 32      |

## Sprzedaż i certyfikaty
| Kraj              | Sprzedaż | Certyfikat |
| ----------------- | -------- | ---------- |
| Australia         | 2,500+   | –          |
| Niemcy            | 5,000+   | –          |
| Stany Zjednoczone | 100,000+ | –          |
| Wielka Brytania   | 25,000+  | –          |
| Świat             | 150,000+ | –          |